# NGC 5613
NGC 5613 est une galaxie lenticulaire relativement éloignée et située dans la constellation du Bouvier. NGC 5613 a été découverte par l'ingénieur irlandais Bindon Stoney en 1851.

## Description
Sa vitesse par rapport au fond diffus cosmologique est de 8 660 ± 13 km/s, ce qui correspond à une distance de Hubble de 127,7 ± 8,9 Mpc (∼417 millions d'al).
Selon la base de données Simbad, NGC 5613 est une galaxie de Seyfert de type 2.

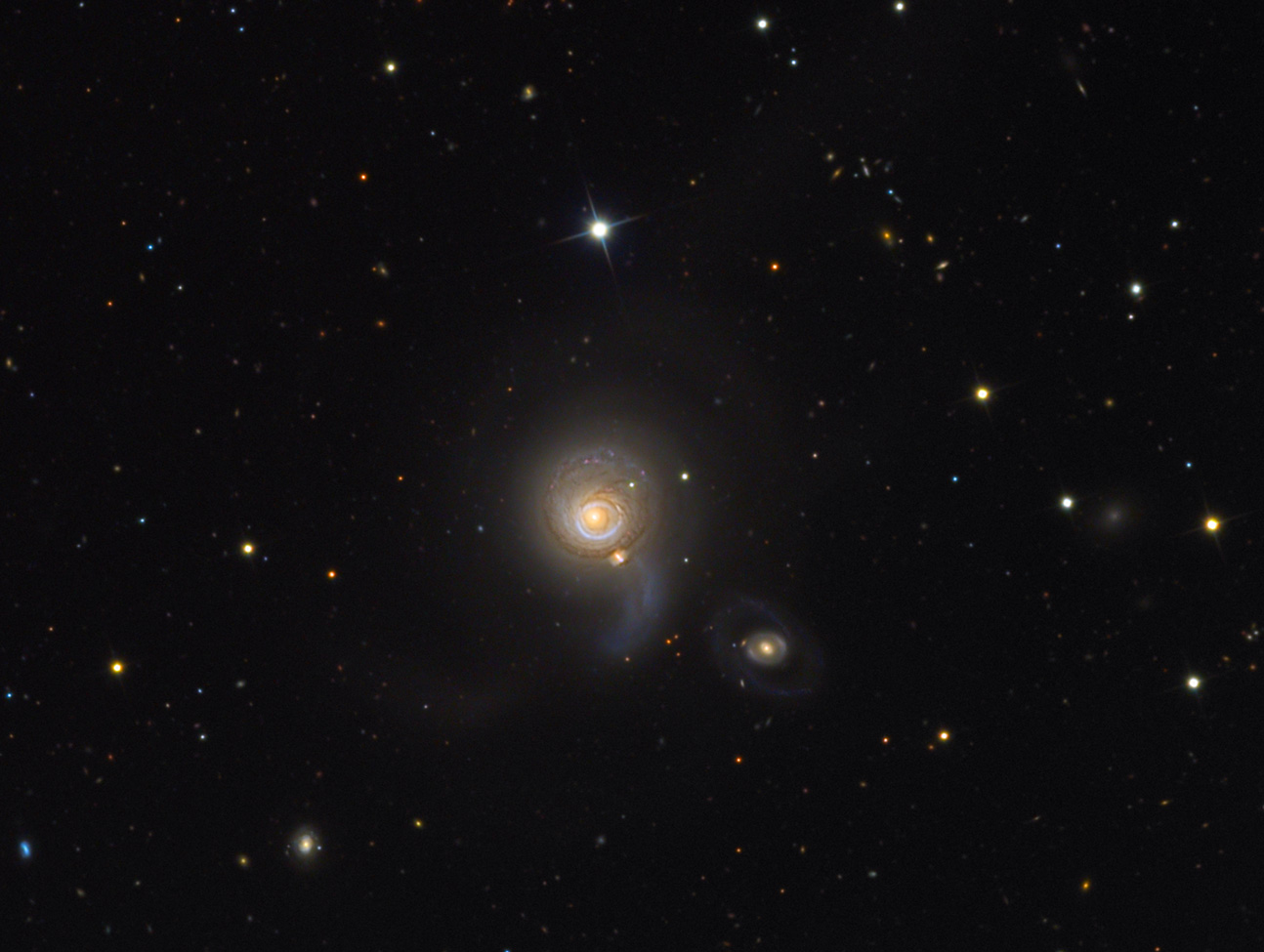
NGC 5613, NGC 5614 et NGC 5615 par Adam Block (Observatoire du mont Lemmon/Université de l'Arizona).

## Arp 178
En compagnie de NGC 5614 et de NGC 5615, NGC 5613 figure dans l'atlas des galaxies particulières de Halton Arp sous la cote Arp 178. Ces trois galaxies sont à des distances différentes et ne constituent pas un groupe de galaxies. Cependant les galaxies NGC 5614 et NGC 5615 forment un couple de galaxies en interaction gravitationnelle et elles font partie du groupe de NGC 5614.

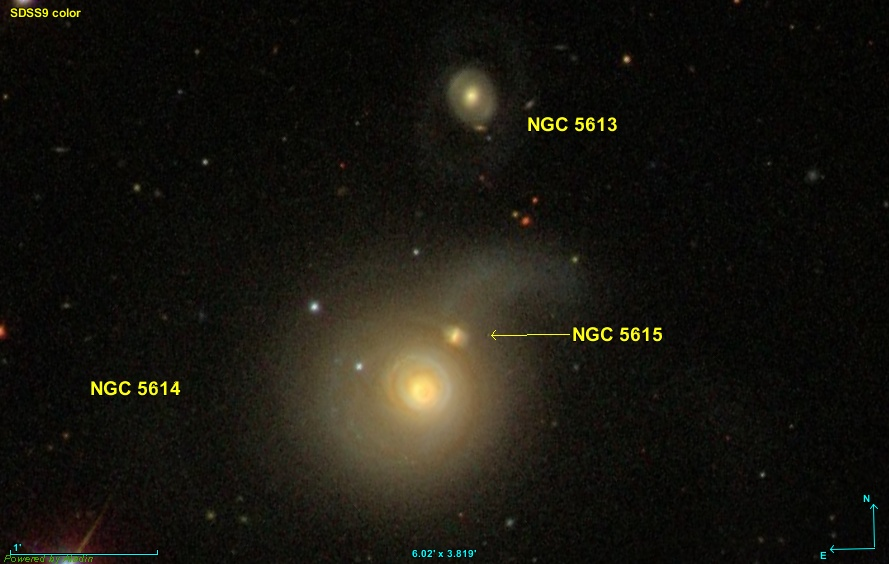
Les trois galaxies d'Arp 178.